# Журавлинці
Журавли́нці — село в Україні, у Сатанівській селищній територіальній громаді Хмельницького району Хмельницької області. Населення становить 156 осіб.

## Символіка

### Герб
В срібному щиті лазуровий правий перев'яз, на якому летять три срібних журавлі з червоними дзьобом і лапами і чорним оперенням, супроводжуваний вгорі червоним сонцем з шістнадцятьма променями, а знизу червоним ралом. Щит вписаний в декоративний картуш, унизу якого напис «ЖУРАВЛИНЦІ», і увінчаний золотою сільською короною.

### Прапор
Квадратне полотнище поділене нисхідними від древка діагоналями на рівновеликі білу, синю і білу частину. На середній смузі до древка летять три білих журавлі з червоними дзьобом і лапами і чорним оперенням. На верхній білій смузі червоне сонце з шістнадцятьма променями, на нижній білій червоне рало.

### Пояснення символіки
Журавлі — символ назви села, сонце — символ Поділля, рало — символ землеробства. Герб є промовистим.

## Галерея

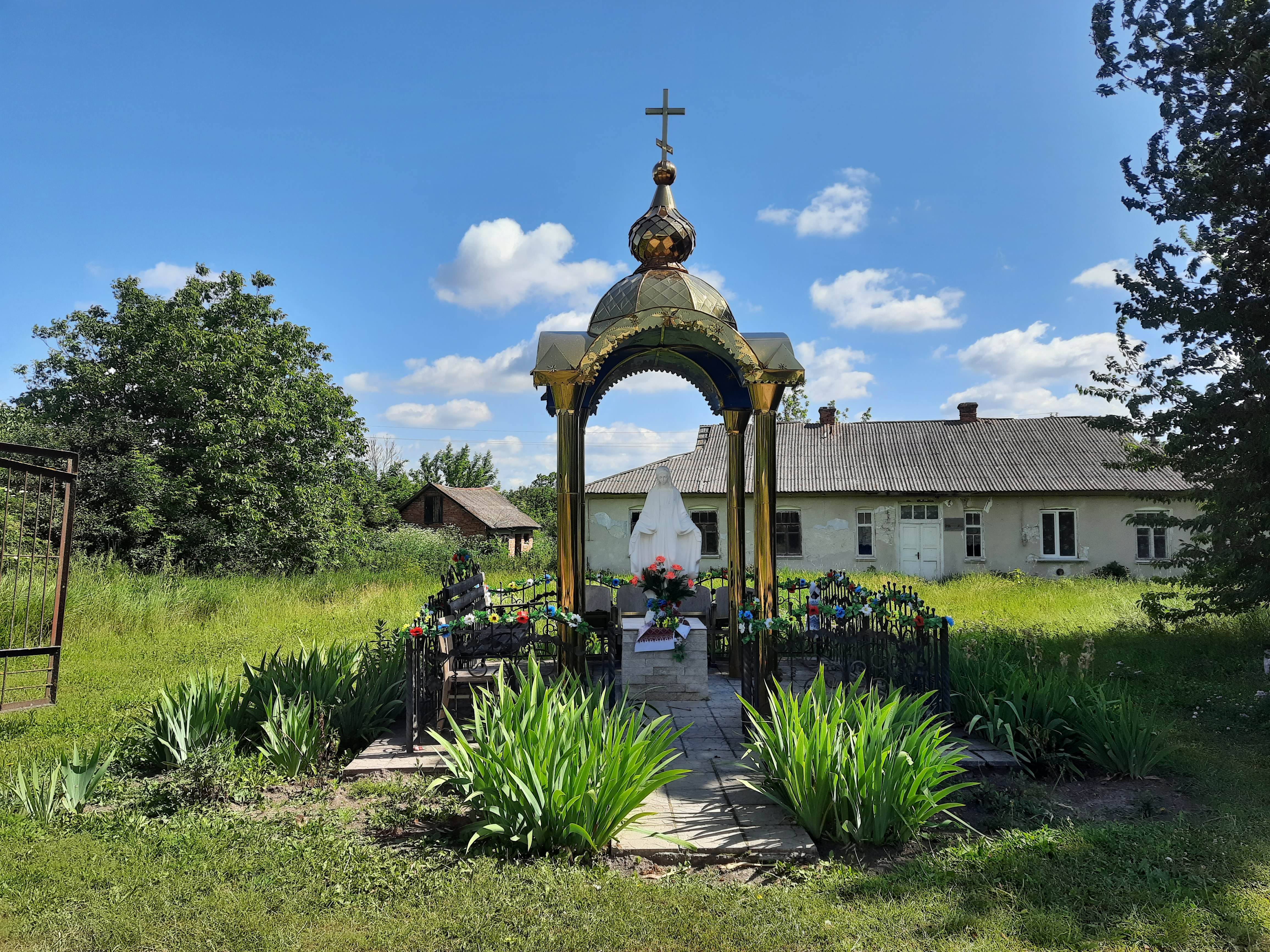
Статуя Божої Матері
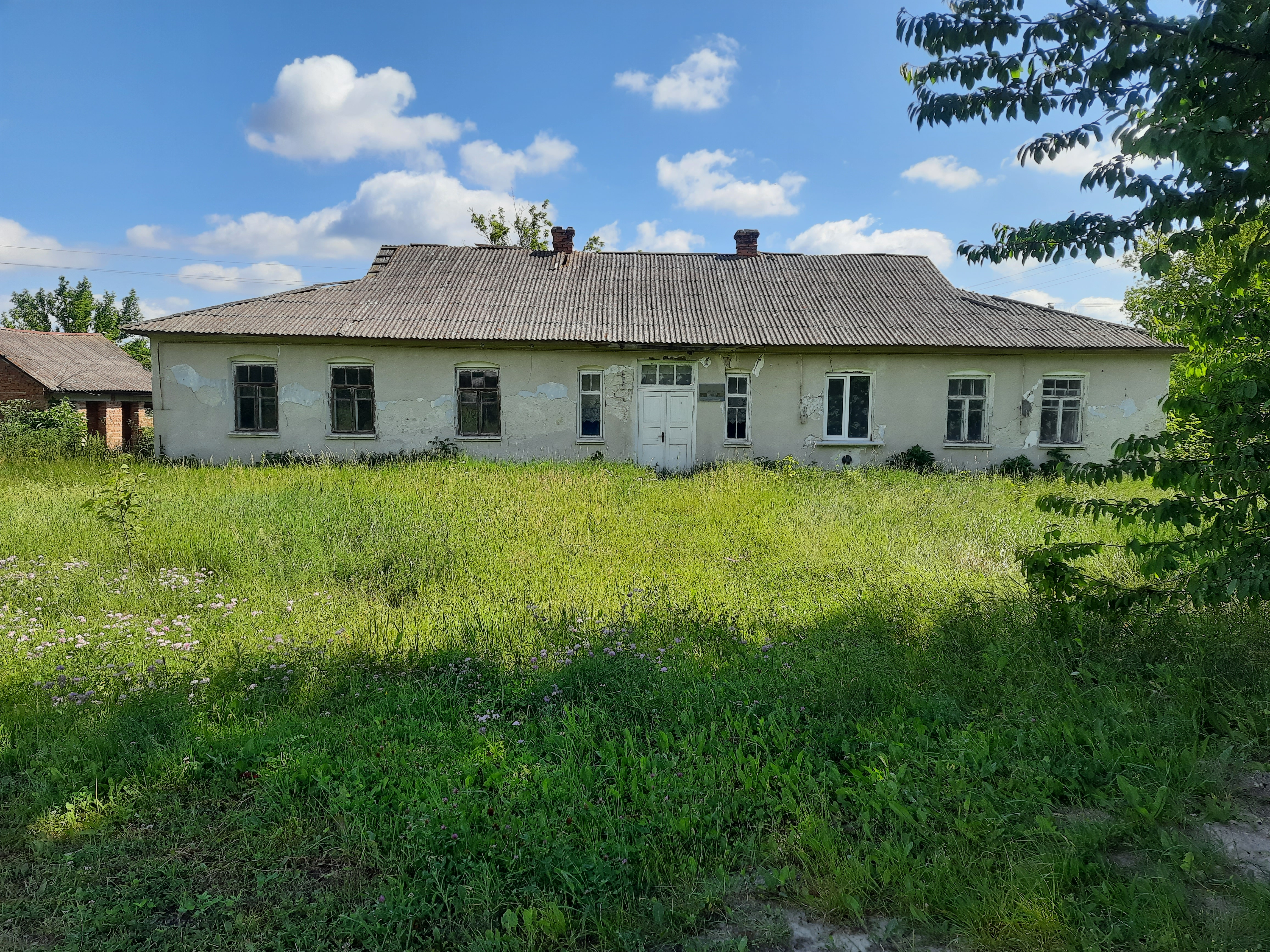
Фельдшерський пункт
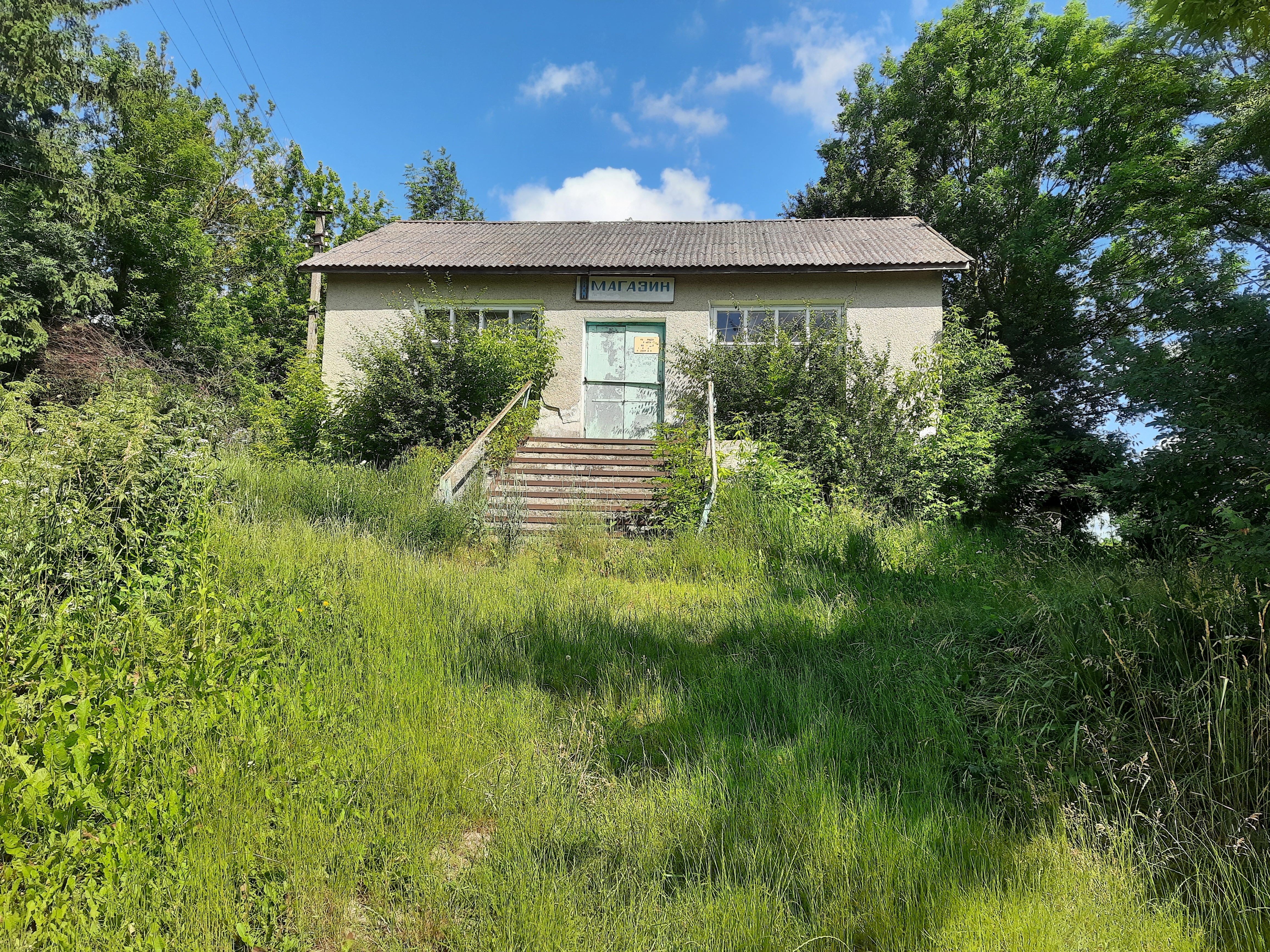
Крамниця
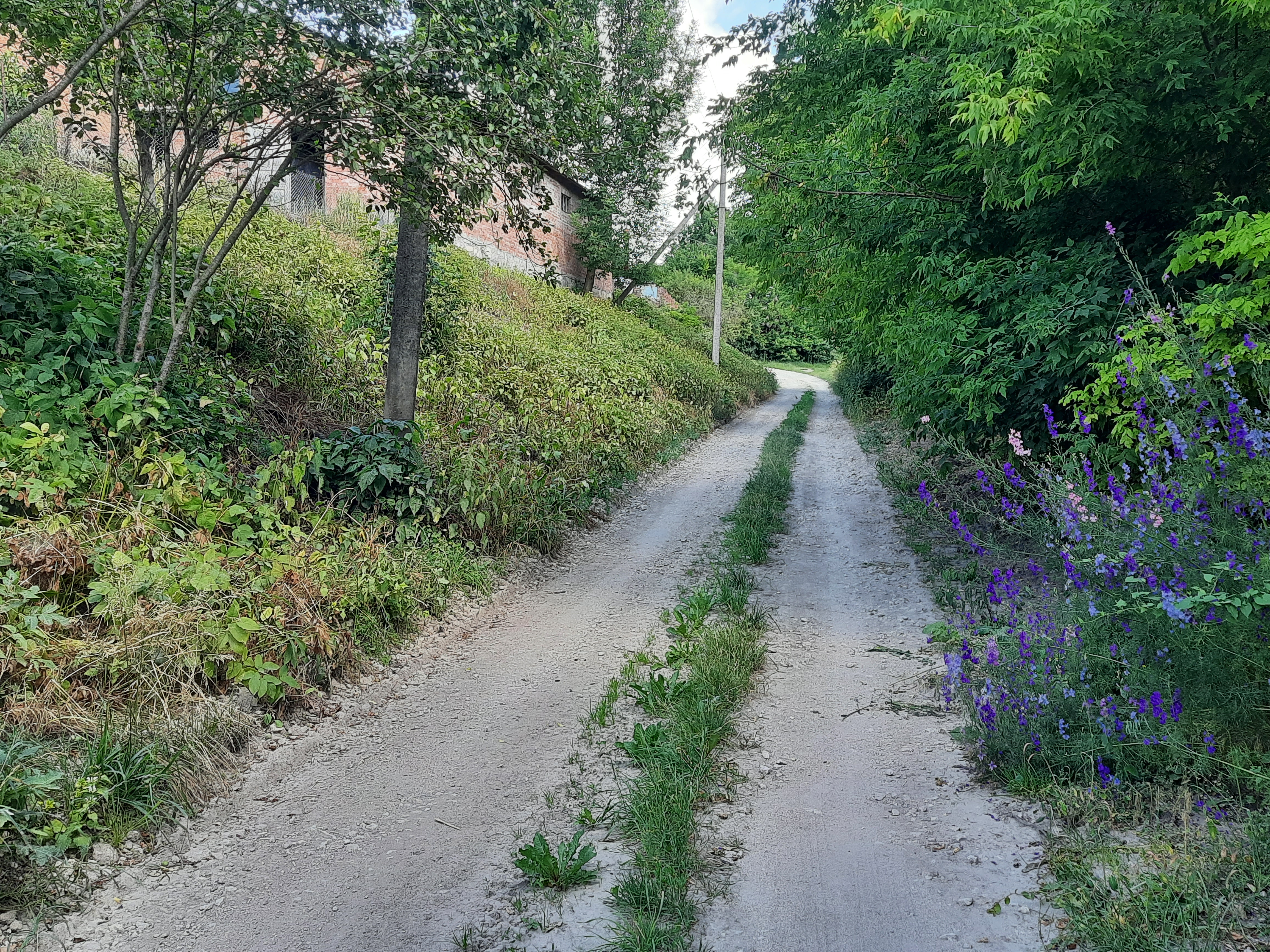
Сільська вулиця
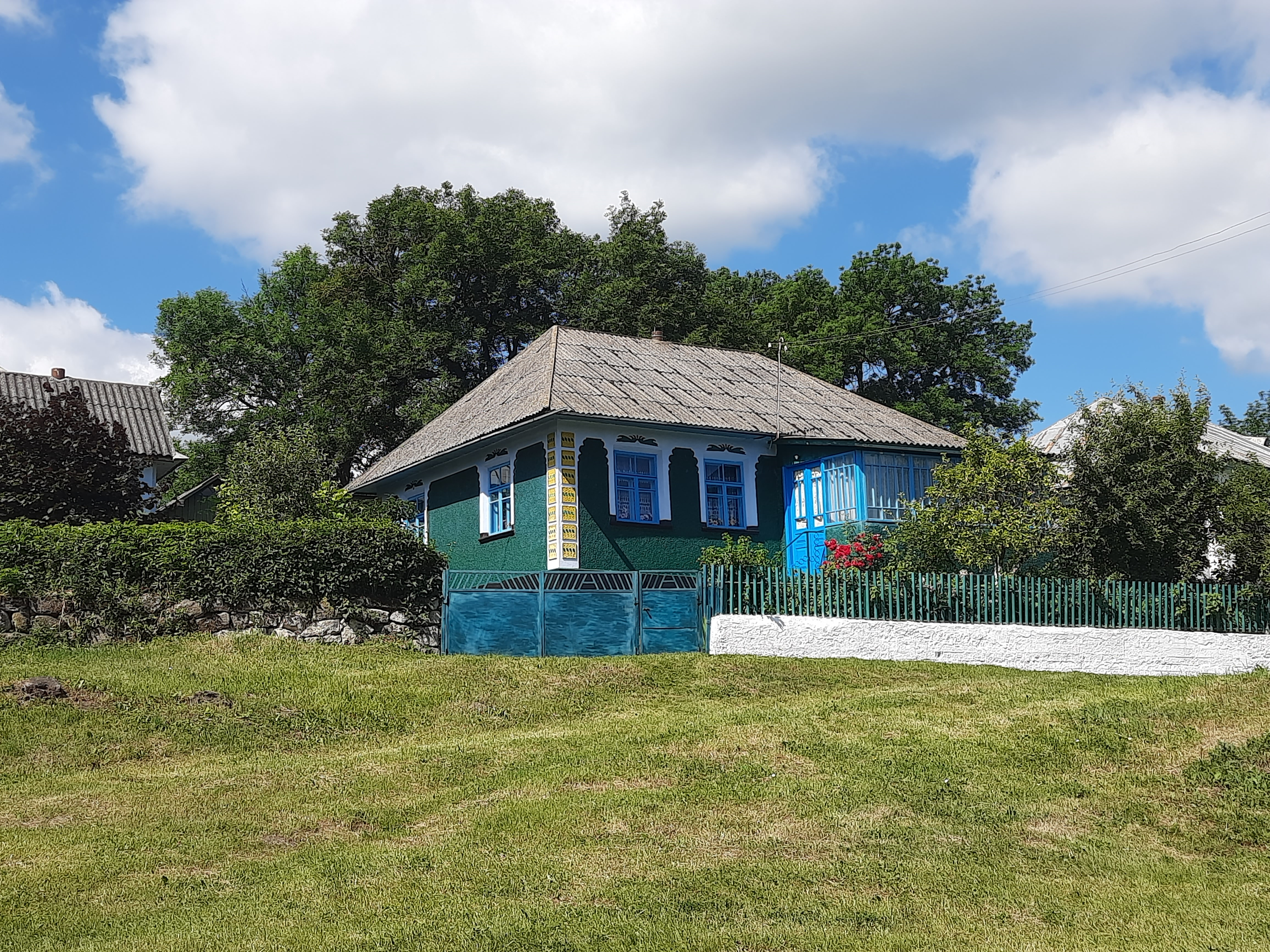
Сільська оселя
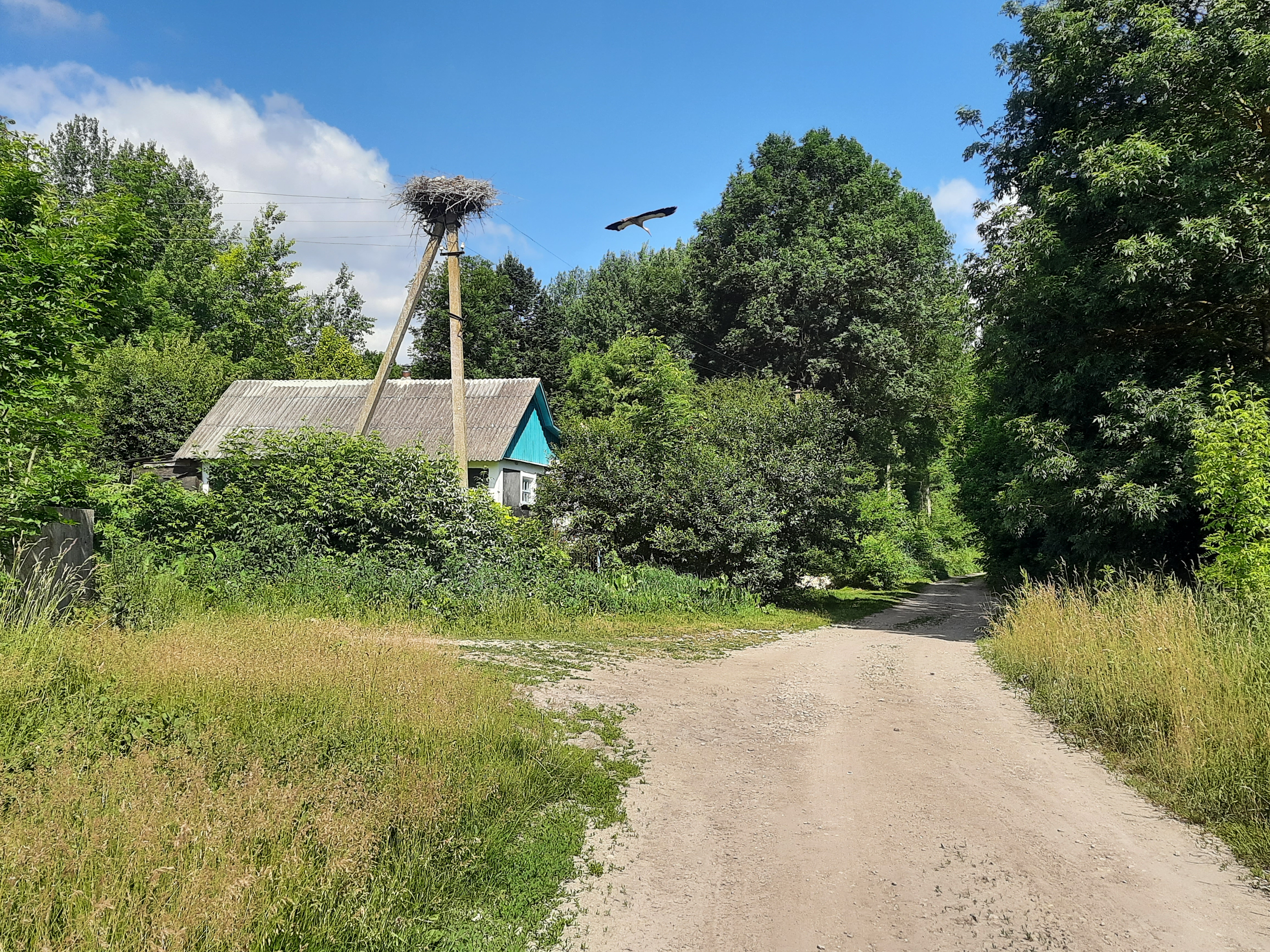
Сільський пейзаж